# Juicy Lucy (groupe)
Pour les articles homonymes, voir Juicy (homonymie).
Juicy Lucy est un groupe de blues rock britannique officiellement formé le 1er octobre 1969. 
Après la disparition du groupe The Misunderstood, Juicy Lucy est formé par Glenn Ross Campbell, lap steel guitar, et Chris Mercer, saxophoniste prolifique. Le groupe recrute ensuite le chanteur Ray Owen, le guitariste Neil Hubbard, le bassiste Keith Ellis et le batteur Pete Dobson
.
Le nom du groupe est inspiré d'un personnage du roman The Virgin Soldiers (1966) de Leslie Thomas.

## Carrière
Le groupe s'est immédiatement classé dans le Top 20 du Royaume-Uni avec sa reprise de la composition de Bo Diddley Who Do You Love Leur premier album éponyme a ensuite frôlé le Top 40 du hit parade britannique,avec en couverture une danseuse burlesque, Zelda Plum, nue, dissimulée sous quelques fruits.
Des changements de line-up ont suivi, avec l'arrivée de l'ancien chanteur de Zoot Money, Paul Williams (né Paul William Yarlett, 1940),, du guitariste Micky Moody et du batteur Rod Coombes qui ont remplacé Ray Owen (qui a rejoint Killing Floor, avant de se lancer dans une carrière solo), Neil Hubbard et Pete Dobson, juste avant l'enregistrement de l'album Lie Back and Enjoy It (#53 - UK Albums Chart).En mai 1970, le groupe se produit au concert annuel des gagnants du pool du New Musical Express. Un autre bassiste, Jim Leverton, assume les fonctions d'Ellis par la suite, Get a Whiff a This. En août 1971, Juicy Lucy apparaît au Weeley Festival près de Clacton-on-Sea, dans l'Essex.
Ce turnover constant a un impact créatif et commercial sur le groupe, avec les cofondateurs Campbell et Mercer, et Coombes quittant avant le quatrième album de Juicy Lucy, Pieces (1972). Celui est enregistré par une formation de fortune composée de Paul Williams, Micky Moody, du claviériste Jean Roussel, et de l'ancienne rythmique de Blodwyn Pig, le bassiste Andy Pyle et le batteur Ron Berg. Juicy Lucy se dissout peu après.
Micky Moody devient membre de Snafu (en) entre 1973 et 1976, puis se joint au line-up fondateur de Whitesnake en 1978. En 1996, Paul Williams et Micky Moody sortent un album intitulé Blue Thunder sous le nom de Juicy Lucy, avec les musiciens invités Mick Taylor et Andy Summers. Moody et Williams ont également sorti un album intitulé Smokestacks, Broomdusters et Hoochie Coochie Men en 2002.
La version de Juicy Lucy de la chanson "Who Do You Love ?" est par la suite reprise dans le jeu vidéo Shellshock: Nam '67.
En 1995, Ray Owen ressuscite le nom du groupe et enregistre l'album Here She Comes Again avec Mike Jarvis (guitare), Andy Doughty (basse) et Spencer Blackledge (batterie). Cette version du groupe se sépare en 1997, mais Owen persévère et se joint au guitariste Steve "Mr Fish" Fishwick. Des problèmes juridiques ne leur permettent pas d'utiliser le nom Juicy Lucy, la formation se produit sous le nom de Ray Owen's Moon (Moon étant le titre de l'album solo de Ray Owen en 1971).
En 2004, le bassiste Colin Fudge et le batteur Paul Fletcher se joignent au groupe, après la régularisation des problèmes juridiques. Cette formation de Juicy Lucy sort l'album Do That And You'll Lose It en 2006 et tourne au Royaume-Uni avec Nazareth. Ils ont joué au Cambridge Rock Festival de 2008.
En 2009, un nouveau line-up de Juicy Lucy se forme car, pour des raisons de santé, Ray Owen ne peut plus continuer à tourner régulièrement. Le groupe est alors dirigé par le chanteur/guitariste Steve "Mr Fish" Fishwick, avec Paul Fletcher à la batterie et James Morris à la basse, et cette formation continue alors à tourner au Royaume-Uni. En septembre 2012, Frank Cokayne (à la guitare basse) rejoint Steve Fishwick et Paul Fletcher dans la version anglaise du groupe. Les chansons Mississippi Woman et Who Do You Love ? (du premier album du groupe) sont régulièrement jouées en live par ce trio, jusqu'à leur séparation en 2018.
Ray Owen se produit occasionnellement en France sous le nom de "Ray Owen's Juicy Lucy", accompagné de Mike Jarvis et Spencer Blackledge, et plus tard avec Sylvain Galesso à la batterie et Rosie Woodland à la basse. Il s'est également produit en solo acoustique à travers le Royaume-Uni, notamment au Lewes Con Club, avant de mourir d'un cancer le 31 octobre 2018.

## Discographie: Albums
- 1969 - Juicy Lucy (en) (Vertigo)
- 1970 - Lie Back and Enjoy It (en) (Vertigo)
- 1971 - Get a Whiff a This (Bronze)
- 1972 - Pieces (Polydor)
- 1974 - The Best of Juicy Lucy (Island Records) (compilation)
- 1991 - Who Do You Love - The Best of Juicy Lucy (Anthology) (compilation)
- 1995 - Here She Comes Again
- 1996 - Blue Thunder
- 1998 - Pretty Woman (Compilation album)
- 2005 - Raiding the Fruit Bowl (EP)
- 2006 - Do That And You'll Lose It
- 2010 - Rock Hits Collection (compilation)